# Robert Bloch
Robert Albert Bloch (født 5. april 1917, død 24. september 1994) var en amerikansk forfatter. Han skrev hundredvis af noveller og over 30 romaner, primært krimier, gysere, fantasy og science fiction-bøger. Hans værker er blevet til adskillige film, tv-produktioner, tegneserier og lydbøger. Han modtog mange priser i sin karriere, heriblandt Hugo-prisen, Bram Stoker-prisen og World Fantasy Award.
Robert Bloch er bedst kendt som forfatter til gyserromanen Psycho fra 1959, som var inspireret af virkelige begivenheder under en ransagning af seriemorderen Ed Geins hus i 1957. Bogen dannede ramme for filmen af samme navn af Alfred Hitchcock og med manuskript af Joseph Stefano. Hitchcocks filmatisering har inspireret tre efterfølgende film samt givet inspiration til tv-serien Bates Motel. Blochs opfølger Psycho II fra 1982 har dog ingen forbindelse til nogle af filmene.
Robert Bloch døde af kræft den 23. september 1994 i en alder af 77 år. Han er begravet i Westwood Village, Los Angeles.